# Lima (mitologia)
Lima – bóstwo rzymskie, towarzyszące Janusowi, opiekujące się progami budynków. Prawdopodobnie żeńska inkarnacja lub partnerka Limentinusa.